# Caldesia
Caldesia é um gênero botânico da família alismataceae. É um gênero de plantas aquáticas que vivem em pântanos e podem ser perenes ou anuais.
Este gênero é nativo de vários países europeus e maior parte da europa oriental; vários países africanos; quase toda a ásia meridional, parte do sudeste e grande parte do leste da ásia e queensland na austrália.

## Espécies
- Caldesia parnassifolia
- Caldesia grandis sam
- Caldesia janaki-ammaliae guha & MSMondal
- Caldesia parl.
- Caldesia plantago aquática L.[2]